# Virgin Atlantic Airways
A Virgin Atlantic egy brit légitársaság, melynek többségi tulajdonosa a Sir Richard Branson által alapított Virgin Group. A légitársaság részvényeinek 51%-át a Virgin Group, míg a maradék 49%-át a Delta Air Lines birtokolja. A vállalat központja a Gatwick-től délre található Crawley városban van (West Sussex megye). A társaságot 1984-ben azzal a szándékkal alapították, hogy közvetlen járatokat üzemeltessen London és Falkland-szigetek között. Miután az alapítók tárgyalásokat folytattak Richard Branson üzletemberrel, a vállalat a Virgin Atlantic nevet kapta és 1984. június 22-én elindították az első járatot – az eredeti tervekkel ellentétben – Gatwick és Newark Liberty nemzetközi repülőtér között.
A légitársaság Airbus A330, Airbus A340 és Boeing 747–400 típusú repülőgépekből álló, vegyes flottát üzemeltet. Úticéljai elsősorban Észak-Amerika és a Karib-térség, valamint a Közel-Kelet és a Távol-Kelet. Bázisrepülőterük Heathrow és Gatwick, de számos járatot üzemeltetnek még Manchesterből, valamint a nyári menetrenddel Glasgow nemzetközi repülőteréről is. 2013. március 31. óta belföldi járatokat is üzemeltetnek Little Red márkanév alatt, elsősorban azért, hogy a vidékről Heathrow-n át külföldre utazó utasaik kényelmesen elérjék a csatlakozásukat.
2012-ben a Virgin Atlantic 5,4 millió utast szállított, ezzel az Egyesült Királyság hetedik legnagyobb légitársasága volt utasszám tekintetében. A 2013. február 28-án lezárult üzleti évben 128,4 millió angol font üzemi veszteségük volt.

## A vállalat története
A légitársaságot Randolph Fields (amerikai származású ügyvéd) és Allan Hellary (a Laker Airways főpilótája) alapították a csődbe jutott Laker Airways légitársaság helyett, azzal a szándékkal, hogy közvetlen járatokat üzemeltessen a Falkland-szigetekre. Fieldsnek rendelkezésre állt a vállalat működéséhez szükséges jogi tudás, azonban a légi iparban jártas szakértőre volt szüksége. Hellary épp állás nélkül volt, hiszen a korábbi munkáltatója csődeljárás alá került, így a lehető legjobbkor jött számára a felkérés, és betársult az új légitársaság felállításába.
Hamarosan rájöttek, hogy az ötlet kivitelezhetetlen, hiszen Stanley repülőterének 1110 m-es futópályája nem elég hosszú egy távolsági járat fogadásához. Miután az eredeti tervet elvetették, repülési engedélyt igényeltek egy Gatwick és JFK járat indításához, azonban az igényt 1983 májusában elutasították, miután a British Airways, a BAA és a British Caledonian légitársaság kifogást emeltek ellene.
Fields és Hellary ezért úgy döntöttek, hogy inkább a Gatwick és Newark útvonalra lenne a legcélszerűbb engedélyt kérni, itt azonban konkurenciát jelentett a – transzatlanti piac deregulációját követően alapított – PEOPLExpress nevű diszkont légitársaság. Ahhoz, hogy versenyképes szolgáltatást nyújtsanak a tervezett útvonalon, további tőkére volt szükség a járat elindításához. Fields egy partin találkozott Richard Branson brit vállalkozóval, aki az ötlet hallatán üzleti ajánlatot tett. Fields megfontolta az ajánlatot, érdekeltségét 25%-ra csökkentette a vállalatban és a légitársaságnak a Virgin Atlantic nevet adta, ugyanakkor ő lett a cég elnöke. Később a partneri viszony számos ellentétet eredményezett, így Fields elfogadta Branson kivásárlási ajánlatát, melynek értelmében 1 millió fontért kiszáll a vállalatból és az első osztalékból részesedik. Az osztalék kifizetésére Fields halála előtt, 1997-ben került sor.

### A kezdetek

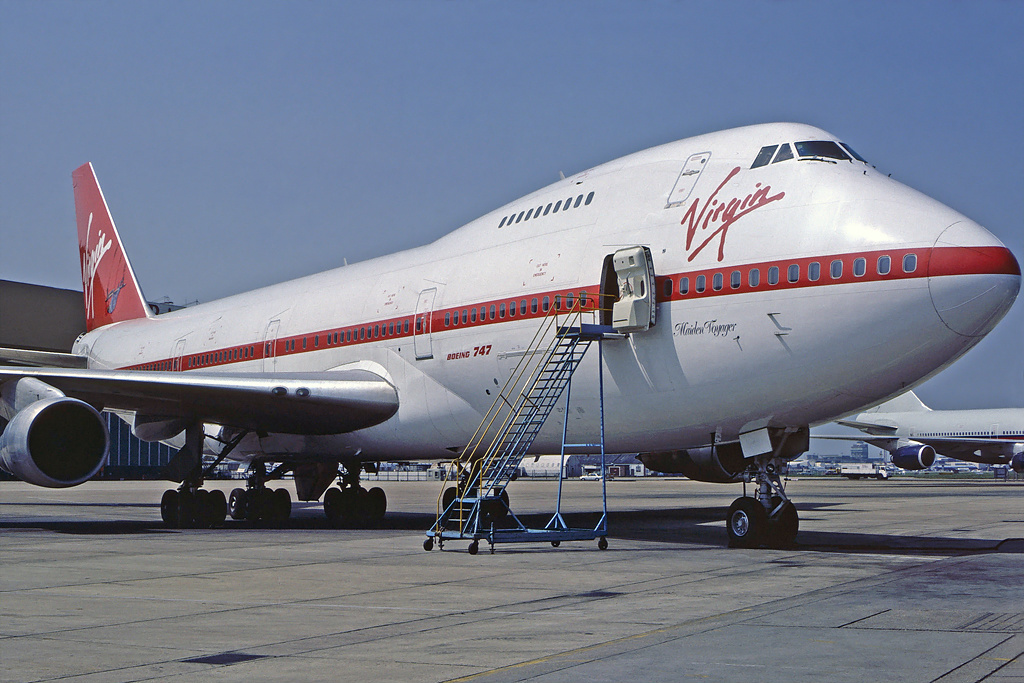
A legelső járat Gatwick és Newark között szállított utasokat

A vállalat legelső járata 1984. június 22-én szállt fel Gatwickről Newark felé. A járat egy – a Maiden Voyager névre keresztelt – lízingelt Boeing 747–200 típusú repülőgép (lajstrom:G-VIRG) volt, amely korábban az argentin Aerolíneas Argentinas légitársaság flottáját erősítette. Richard Branson azzal az elhatározással szállt be a légi iparba, hogy amennyiben az első üzleti évet követően nem termel nyereséget a vállalat, úgy nincs értelme tovább folytatni és kiszáll a versenyből. A légitársaság kevesebb mint egy év alatt nyereségessé vált, és testvér-vállalatának, a Virgin Recordsnak köszönhetően elegendő likvid tőkéhez jutottak, hogy újabb lízingszerződést írhassanak alá egy második, használt Boeing 747 típusú gépre. Az indulást úgy időzítették, hogy a június és szeptember hónapokat átfedő nyári csúcsidőszakot, a légitársaságok legforgalmasabb időszakát a lehető legjobban kihasználják.
1986-ban forgalomba állt a második Boeing 747 a Gatwick–Miami járaton. Ettől kezdve sorban érkeztek az új repülőgépek a vállalathoz és ezzel újabb útvonalak megnyitására nyílt lehetőség: Gatwick – John Fitzgerald Kennedy nemzetközi repülőtér (1988), Tokió (1989), Los Angeles (1990), Boston (1991), Orlando (1997).
1987-ben London és Dublin között járatot indítottak egy Vickers Viscount típusú légcsavaros gázturbinás repülőgéppel, azonban két évvel később a járatot megszüntették. 1988-tól 1990-ig a Club Air nevű olasz légitársaság üzemeltetett járatokat a Virgin Atlantic megbízásából Luton és Dublin között.

### Örök riválisok
A Virgin Atlantic megalakulása óta versenytársa és riválisa a British Airwaysnek, hiszen a BA az egyetlen brit légitársaság, amely járatokat üzemeltet Észak-Amerikába, a Karib-térségbe, a Közel-Keletre, a Távol-Keletre és Dél-Afrikába.
1991. januárban a Heathrow repülőtér is megnyílt a Virgin Atlantic előtt, miután a piac nyomására a kormány törölte a London légterének megosztását szabályozó előírásokat (London Air Traffic Distribution Rules). A szabályozás eredetileg 1978-ba lépett hatályba azzal a célzattal, hogy egyenletes forgalomelosztást biztosítson London két fő repülőtere között, segítve ezzel Gatwick profittermelési törekvéseit. A szabályozás kimondta, hogy azon légitársaságok, amelyek 1977. április 1. előtt nem rendelkeztek nemzetközi úticéllal, kötelesek Gatwicket használni járataik üzemeltetéséhez.
Bennfentes források szerint az 1990-es évek elején a Virgin pénzügyi nehézségekkel küzdött. Ez elsősorban annak a hatása volt, hogy az 1990-es évek első felében az átmeneti recesszió, valamint az Öbölháború kitörése következtében megtorpant a kereslet a légi iparban. A John Major vezette konzervatív kormány tudatában volt annak, hogy a Dan-Air a csőd szélén állt, és meg akarták akadályozni, hogy egy másik független légitársaság is hasonló helyzetbe kerüljön, különösen figyelembe véve, hogy a Virgin Atlantic jelentős bevétellel rendelkezett. Így aztán elhárítva a jogi akadályokat (a British Airways heves tiltakozása ellenére) a kormány beleegyezett, hogy a Virgin a Heathrow repülőtérről is szállítson utasokat.
A kormány ezen döntése meglehetősen felbőszítette a British Airways akkori vezérét, Sir John Kinget, aki tiltakozásul többé nem támogatta pénzbeli adományokkal a konzervatív pártot. A helyzetet tovább rontotta, amikor a polgári légiközlekedési hatóság (Civil Aviation Authority) a BA-től elvett két (használatlan) résidőt (slot) a Virgin javára, ezzel utóbbi heti négyről hatra emelhette a járatai számát Heathrow és a tokiói Narita repülőterek között. Az új, emelt járatszám nagyobb konkurenciát jelentett a British Airwaysnek, így King azt nyilatkozta, hogy a CAA ezzel önkényesen elkobozta a vállalat szellemi vagyontárgyát.

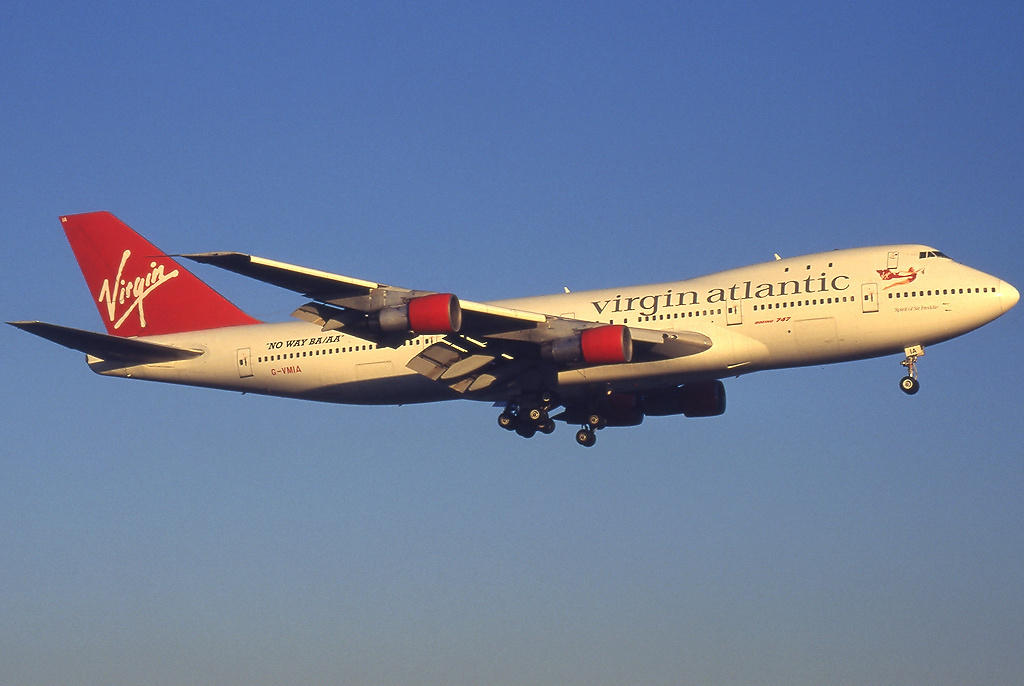
Virgin jumbo "No Way BA/AA" szlogennel. A történet iróniája, hogy a gépet eredetileg az American Airlines rendelte a Boeingtől

1992-ben Branson eladta a Virgin Records vállalatát az EMI-nak, melynek eredményeként a bevétellel erősíteni tudta a Virgin Atlantic pozícióját. 1993. októberben a légitársaság 9,3 millió font veszteséget könyvelt el.
Az angol kormány – légtérmegosztás szabályozását eltörlő – döntése következtében a British Airways – "Dirty tricks" néven elhíresült – médiahadjáratot kezdett a Virgin Atlantic ellen. 1993-ban a BA akkori PR vezetője egy belsős folyóirat, a BA News hasábjain azt állította, hogy Richard Branson British Airways elleni támadásai mindössze reklámcélokat szolgáltak, valóság alapjuk nem volt. A kijelentésért válaszul Branson pert indított rágalmazásért a BA ellen. Miután a BA jogi csapata felismerte a Virgin bukását célzó hadjárat mélységeit, inkább peren kívüli megállapodást ajánlottak fel. A megállapodás értelmében a British Airways állta a 3 millió font perköltséget, valamint 500 000 font személyes kompenzációt fizettek Bransonnak, és további 110 000 font kártérítést a Virginnek. Branson a megállapodással kapott összegeket szétosztotta az alkalmazottak között.
Az 1990-es években a Virgin repülőgépek a "No Way BA/AA" festést kapták tiltakozásul a British Airways és American Airlines társaságok egyesülési szándéka ellen.
Miután Rod Eddington átvette a British Airways vezetését, a két légitársaság kapcsolata valamelyest javult, azonban a versengés továbbra is jellemző maradt. Rod Eddington Robert Ayling pozícióját vette át, aki a "Dirty tricks" botrány miatt kényszerült távozni a vezetőség éléről.
2006 júniusában a brit és amerikai versenyhatóságok nyomozást indítottak árrögzítés miatt a British Airways és Virgin Atlantic légitársaságok ellen. Egy jelentés szerint a vállalatok tisztességtelenül magas üzemanyag-díjakat fizettettek az utasokkal. Egy évvel később a hatóságok 271 millió font bírságot szabtak ki a British Airways-re. Az összeg akár magasabb is lehetett volna, azonban a légitársaság bűnösnek vallotta magát, így nem súlyosbították a bírságot. Steve Ridgeway, a Virgin vezetője elismerte, hogy tudtak az illegális ügyletről, és nem tettek semmit annak megakadályozása érdekében. A Virgin nem kapott bírságot, mivel az esetet ők jelentették a hatóságoknál.

### Napjainkban
2003-ban a vállalat 3,8 millió utast szállított. Három évvel később ez a szám 4,6 millióra rúgott, így a brit piac hatodik legnagyobb légitársaságává nőtte ki magát utasszám tekintetében, és csak hosszú távú járatait figyelembe véve a British Airways után a második legnagyobb légitársaság lett. 2004-ben, az Olimpiai játékok rendezési jogáért tartott pályázat idején a légitársaság számos Boeing 747-400 típusú repülőgépét London 2012 feliratú matricával látta el.
2005. október 31-én a társaság 55 tonna segélyt szállított Iszlámábádba a Kasmír tartományt sújtó földrengés miatt.
2006-ban két Virgin repülőgép is feltűnt a Casino Royale című James Bond filmben. Az egyik jelenet egy Airbus A340–600 (lajstrom:G-VWIN) és egy Boeing 747–400 (lajstrom:G-VWOW) repülőgépet mutat a légitársaság alkalmazottaival, míg egy másikban Richard Bransont megmotozzák Miami nemzetközi repülőterén, noha magát a jelenetet a prágai Prága-Václav Havel repülőtéren forgatták. A légitársaság később újra szerepet kapott A Quantum csendje című filmben, amikor James Bond és René Mathis La Pazba utaznak a Virgin Atlantic Upper Class osztályán. A valóságban a légitársaság soha nem repült Dél-Amerikába.
2006. szeptember 27-én Richard Branson bejelentette, hogy az üzemanyag-fogyasztás és a repülőgépek súlyának csökkentésével a légitársaság csökkenteni kívánja a üvegházhatású gázok kibocsájtásának mértékét. A Virgin a Boeing gyárral közös kísérletben vizsgálta annak lehetőségét, hogy mennyivel javulna a kibocsájtás, ha a repülőgépeket a futópályáig vontatnák. 2008-ban a Virgin önkéntesen kipróbálta egy új fejlesztésű bio-üzemanyag használatát egyik Boeing 747 gépével. A gép utasok nélkül repült Heathrow-ról Amszterdamba úgy, hogy az egyik hajtómű csak 20% teljesítménnyel üzemelt növényi eredetű bio-üzemanyaggal. Később a Virgin szóvivője azt nyilatkozta, hogy a légitársaság a jövőben használni kívánja az alga-alapú üzemanyagot.
2014 februárjában a Virgin szóvivője bejelentette, hogy májustól megszüntetik a London–Sydney járatot a növekedő üzemanyagárak és az erős piaci verseny miatt. Ezzel a British Airways maradt az egyetlen európai légitársaság, amely közvetlen járatot üzemeltet Európa és Ausztrália között.

## A vállalat működése

### Irodák
A légitársaság The Office nevű központja Crawley városban, Gatwicktől néhány kilométerre délre, West Sussex megyében található. Az irodák egy részét a Virgin Holidays nevű – utazási csomagok értékesítésével foglalkozó – testvér vállalat használja.
A vállalat világszerte számos irodát és telephelyet tart fenn. A legnagyobb telefonos ügyfélszolgálatuk a walesi Swansea-ban található. A call center elsősorban foglalásokkal, panaszkezeléssel, elvesztett poggyászokkal foglalkozik. Egy másik ügyfélszolgálatuk Johannesburgban az angol nyelvű ügyfelek általános tájékoztatásával foglalkozik. További Virgin call centerek találhatók Delhiben, Hongkongban, Tokióban és Sanghajban, amelyek helyi nyelven szolgálják ki az ügyfeleket.

### Tulajdonosi háttér
1999. decemberben 600 millió fontért a Virgin Group eladta 49% részesedését a Singapore Airlinesnak, megtartva az 51% többségi tulajdonát.
2012. december 11-én a Singapore Airlines eladta a Virgin részvénycsomagját az amerika Delta Air Lines vállalatnak 224 millió fontért. Az ügyletet az illetékes uniós és amerikai hatóságok 2013 június 20-án hagyták jóvá, míg az adás-vétel június 26-án fejeződött be. A vállalat többségi tulajdonosa továbbra is a Richard Branson vezette Virgin Group marad.

### Little Red
Régen a BMI légitársaság szállította a csatlakozó utasokat Heathrow és Gatwick repülőterekre a Virgin Atlantic távolsági járataihoz. 2011-ben a BMI vállalatot megvásárolta a British Airways anyavállalata, az International Airlines Group, ugyanakkor a szerzett résidőkről le kellett mondania a tisztességes verseny érdekében. Az ügylet során a Virgin elegendő mennyiségű résidőt szerzett ahhoz, hogy belföldi járatokat indítson. A napi összesen 26 járat 2013. március 31-én indult Little Red márkanévvel Heathrow és Manchester / Aberdeen / Edinburgh között. A légitársaság 4 db Airbus A320 típusú repülőgépre írt alá 3 évre szóló lízingszerződést az ír Aer Lingus társasággal. A járatokat úgy időzítették, hogy a lehető legkényelmesebb legyen a csatlakozás a vidéki utasok számára. A reggel 9 óra előtt közlekedő járatokon meleg reggelit szolgálnak fel.

## Úti célok
A Virgin Atlantic közvetlen járatokat üzemeltet Észak-Amerikába, a Karib-szigetekre, Távol-Keletre, Közel-Keletre és Afrikába.
Az egyetlen ausztrál (London-Sydney) úticél 2014. május végével megszűnik.
A vállalatnak az alábbi légitársaságokkal van codeshare egyezménye:
- Air China
- Air New Zealand
- All Nippon Airways
- Cyprus Airways
- Delta Air Lines
- Gulf Air
- Hawaiian Airlines
- Malaysia Airlines
- Scandinavian Airlines
- Singapore Airlines
- South African Airways
- Virgin Australia

## Flotta
A Virgin Atlantic egy Airbus és Boeing repülőgépekből álló vegyes flottát üzemeltet, melyek átlag életkora 9,8 év. A korosodó A340-300 típus kivonását 2014 második felére ütemezték be. Az egyre magasabb üzemanyagárak miatt már nem volt hatékony a négy hajtóműves típus üzemeltetése. A kivont gépek helyét átmenetileg az Airbus A330-300 veszi át. 2014. szeptembertől érkezett az első Boeing 787-9  a Virgin színeiben.
A légitársaság összesen 16 db Boeing 787-9 Dreamlinert vásárolt, valamint további 8-ra adott le opciót. Az új repülőgépek a kivont Airbus A340–300 típust váltották. A Virgin a Dreamliner lehetséges útvonalai közé Vancouvert, Seattle-t, Bangkokot és Melbourne-t sorolta. Az útvonalválasztást azzal magyarázták, hogy a Dreamliner teljesítményével kivitelezhetővé vált egy London-Perth vagy London-Hawaii út megállás nélküli megtétele.
2012-ben a Virgin felújította a Boeing 747–400 típusból álló "nyaralós" flottáját, azaz azokat a repülőgépeket, amelyek nyaraló célpontokra repülnek (Karib-térség).
A Virgin flottáját az alábbi táblázat foglalja össze:

### Korábbi flotta
Korábbi típusok a Virgin Atlantic flottájában:
- Az Airbus A320–200 (1995–2004) és az Airbus A321–200 (2000–2003) a Virgin Sun színeiben a legnépszerűbb mediterrán nyaralóhelyekre és a Kanári-szigetekre repültek.
- A Boeing 747–100 (1990–2000) 2000. márciusban, miután elérte a hasznos élettartamát, végleg kivonták a forgalomból és leselejtezték. (lajstrom:G-VMIA)
- A Boeing 747–200 (1984–2005) a Virgin Atlantic első repülőgépe volt. A típusból összesen 17 db fordult meg a Virgin flottájában.
- Airbus A340-300 1993-2015
- Airbus A340-600 2002-2020

## Fedélzeti szolgáltatás
A Virgin Atlantic hosszú távú járatain három osztályra lehet jegyet vásárolni: Economy, Premium Economy és Upper Class.

### Economy
Az economy a Virgin flotta turista osztálya. A jegyár ételt (fogások száma függ a járat menetidejétől), italt, és fejhallgatót tartalmaz, valamint hozzáférést biztosít a fedélzeti szórakoztató rendszerhez. Az éjszakai járatokon egy praktikus csomagot oszt szét a személyzet, amely fogkefét, fogkrémet, füldugót, egy pár melegítő zoknit, hidratáló krémet és alvómaszkot tartalmaz. A legkisebb lábtér a turista osztályon 78,7 cm. 2012-ben az üléseket állítható gerinckímélő funkciójú változatra cserélték.

### Premium Economy
A prémium economy osztály valamivel drágább jegyárért a standard turista szolgáltatásoknál lényegesen többet nyújt. A repülőtéren külön check-in pultnál történik a csomagok feladása és elsőbbségi beszállásra jogosít. A fedélzeten szélesebb ülés, nagyobb lábtér, ülésbe épített laptop konnektor és újság jár az utasnak. Felszállás előtt – az osztály saját személyzete (rendszerint két fő) – italt szolgál fel. A prémium economy osztályon porcelán tányérban szolgálják fel az ételt, üvegpohárban az italt és fém evőeszközöket adnak az ételhez.

### Upper Class

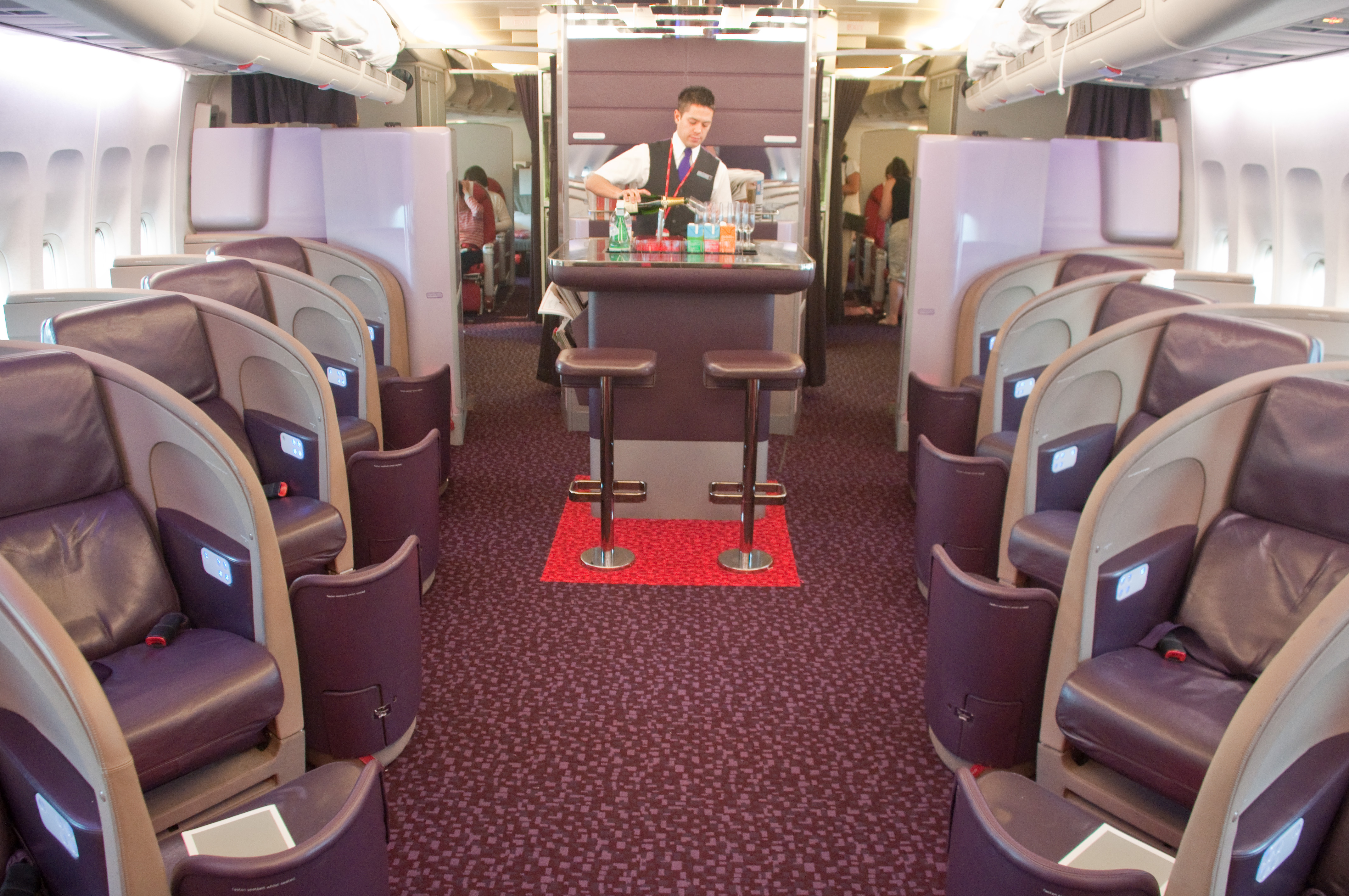
Upper Class és fedélzeti bár egy Boeing 747–400 fedélzetén

A legtöbb légitársaságtól eltérően a Virgin Atlantic járatain nincs külön üzleti és első osztály, helyette a kettő kombinációja létezik Upper Class néven. A motorizált fotelek vízszintes ággyá alakíthatók, az utasok beépített konnektorral tölthetnek laptopot vagy iPadet. A jegyár sofőr szolgálatot tartalmaz, aki pedig igénybe veszi ezt az opciót, az már a repülőtér felé, az autóban bejelentkezhet a járatra. Kiemelt repülőtereken a biztonsági ellenőrzés dedikált Upper Class részlegen, a többi utastól elválasztva történik. Repülés előtt az utas megpihenhet és étkezhet a Virgin Atlantic Clubhouse váróban, a fedélzeten szélesebb ételválaszték áll rendelkezésére, valamint a fedélzeti bárban korlátlan mennyiségű italt fogyaszthat. Az Upper Class osztályon a fotelek halszálka szerű elrendezést kaptak. 2012 óta a Virgin bevezette az Upper Class Dream Suite nevű termékét, amellyel még jobban növelni kívánják az utasok komfortérzetét. Alváshoz teljes ágyneműt biztosítanak takaróval, paplannal, párnákkal. A fedélzet az étel felszolgálását követően szórt háttérvilágítást kap, így aki pihenni szeretne, az akár alvómaszk nélkül is zavartalanul megteheti. A fotelek – a halszálka szerű elrendezés miatt – akadálymentes közlekedést biztosítanak, míg például a British Airways Club World osztályán néhány utasnak át kell lépnie a szomszéd utas lábán ha a mosdóba kíván menni. A fedélzeti bár bárszékekkel és hangulatvilágítással fokozza az élményt. Az utasok repülés közben is fogadhatnak hívásokat vagy szöveges üzenetet/e-mailt általános roaming tarifa ellenében. Az új kialakítás tárolórekeszeket és fiókot biztosít, ahol apróbb tárgyak (kézitáska, karóra, mobiltelefon, szemüveg, stb) elhelyezhetők.

### Az ülések elrendezése
Ülések elrendezése, lábtér (cm), ülés szélessége (cm)
| Típus           | Upper Class | Upper Class | Upper Class | Upper Class  | Premium Economy | Premium Economy | Premium Economy | Premium Economy | Economy | Economy | Economy   | Economy      | Megjegyzés                      |
| --------------- | ----------- | ----------- | ----------- | ------------ | --------------- | --------------- | --------------- | --------------- | ------- | ------- | --------- | ------------ | ------------------------------- |
|                 | Ülések      | Lábtér      | Szélesség   | Ülések száma | Ülések          | Lábtér          | Szélesség       | Ülések száma    | Ülések  | Lábtér  | Szélesség | Ülések száma |                                 |
| Airbus A320     | -           | -           | -           | -            | -               | -               | -               | -               | 2x3     | 73,6    | 45,7      | 174          | Little Red: csak economy        |
| Airbus A330–300 | -           | -           | -           | -            | 2-3-2           | 96,5            | 53,3            | 59              | 2-4-2   | 78,7    | 43,2      | 255          | Két osztályos elrendezés        |
| Airbus A330–300 | 1-2-1       | 200,6       | 55,9        | 33           | 2-3-2           | 96,5            | 53,3            | 48              | 2-4-2   | 78,7    | 43,2      | 185          | Három osztályos elrendezés      |
| Airbus A340–300 | 3x1         | 200,6       | 55,9        | 34           | 2-3-2           | 96,5            | 53,3            | 35              | 2-4-2   | 78,7    | 43,2      | 177          |                                 |
| Airbus A340–600 | 3x1         | 200,6       | 55,9        | 45           | 2-3-2           | 96,5            | 53,3            | 38              | 2-4-2   | 78,7    | 43,2      | 233          |                                 |
| Boeing 747–400  | 2x1         | 200,6       | 55,9        | 14           | 2-4-2           | 96,5            | 53,3            | 66              | 3-4-3   | 78,7    | 43,2      | 375          | LGW, MAN flotta, főfedélzet     |
| Boeing 747–400  | -           | -           | -           | -            | 2x2             | 96,5            | 53,3            | 20              | 2x3     | 78,7    | 43,2      | 18           | LGW, MAN flotta, felső fedélzet |
| Boeing 747–400  | 2x1/1-2-1   | 200,6       | 55,9        | 44           | 2-4-2           | 96,5            | 53,3            | 62              | 3-4-3   | 78,7    | 43,2      | 261          | LHR flotta, főfedélzet          |
| Boeing 747–400  | 2x1         | 200,6       | 55,9        | 10           | -               | -               | -               | -               | 2x3     | 78,7    | 43,2      | 33           | LHR flotta, felső fedélzet      |

## Balesetek
- 1997. november 5-én a Los Angelesből Londonba érkező Airbus A340–300 típusú repülőgép (lajstrom:G-VSKY) bal oldali főfutóműve landoláskor beragadt. A futóművet többszöri próbálkozás ellenére sem sikerült kiengedni, így a gép egy főfutóművel landolt. A repülőgép burkolata és a futópálya felülete súlyos sérüléseket szenvedett. A személyzet két tagját és egy utast kisebb sérülés ért, a többi 111 fő sértetlenül átvészelte a balesetet.[41]